# De uitverkorene (De Rode Ridder)
De uitverkorene is het 250ste stripverhaal uit de reeks van De Rode Ridder. Het is geschreven door Marc Legendre en getekend door Fabio Bono. De eerste albumuitgave was in 2016.

## Het verhaal
Malfrat de Wrange onthoofdt de plaatselijke kasteelheer Lord Landwin en eigent zich de burcht toe terwijl hij een schrikbewind over de plaatselijke bevolking leidt. De jonge vrouw Allis kan zich verbergen en krijgt daar een visioen van een in het rood geklede ridder en daarbij onthoudt ze de woorden Non dormit qui custodit. Malfrat, teruggekeerd in zijn kasteel, blijft een door koude bevangen gevoel overhouden. Zijn magiër Branhucar ontdekt dat Allis de bron van het koude is en Malfrat zendt zijn handlangers uit om Allis te vangen. Ondertussen heeft de ronddolende Rode Ridder onderdak gevonden in de hut van Allis. Wanneer zij tegen hem de woorden Non dormit qui custodit zegt, neemt Johan haar mee richting Camelot omdat Merlijn hem deze woorden voorspeld had en gevraagd de persoon die ze uitsprak onmiddellijk naar hem te brengen. Midden in de nacht schrikt Johan wakker en hoort Knut, de vriend van Allis gillen wanneer die door een van Malfrats handlangers gevild wordt. Het komt tot een treffen met de moordenaar maar dan beseft Johan dat hij weggelokt werd van de hut. Terug aangekomen bij de hut blijkt Allis ontvoerd te zijn en Johan zet de achtervolging in.

## Achtergronden bij het verhaal
- De stripreeks krijgt een vernieuwing over de hele lijn, zowel qua tekeningen, verhaalaanpak, inkleuring als formaat. Vanaf nu tekent de Italiaanse tekenaar Fabio Bono de reeks gebaseerd op scenario’s van Marc Legendre.
- De Rode Ridder wordt weergegeven als een dolende ridder met een posttraumatisch oorlogsverleden na de Kruistochten. Dit gebeurde op aanvraag van de Standaard Uitgeverij die hem meer als een ridder van vlees en bloed willen tonen wat geloofwaardiger is dan de vroegere afgeborstelde ridder.
- Dit album is het eerste deel van een achtdelige reeks met het personage Allis (de uitverkorene) en vormt samen met album 251 een tweedelig geheel. De andere zes delen zijn afzonderlijk te lezen.
- De lancering van dit album ging gepaard met een grote mediacampagne waarbij de nieuwe Johan te zien was op de jaarlijkse sticker van het Rode Kruis.